# Lobkovický palác
Lobkovický palác, dříve též palác Přehořovských z Kvasejovic je barokní stavba nacházející se v ulici Vlašská 347/19 v Praze na Malé Straně. Společně s přilehlou Lobkovickou zahradou je chráněn jako kulturní památka. V paláci sídlí velvyslanectví Spolkové republiky Německo.

## Historie

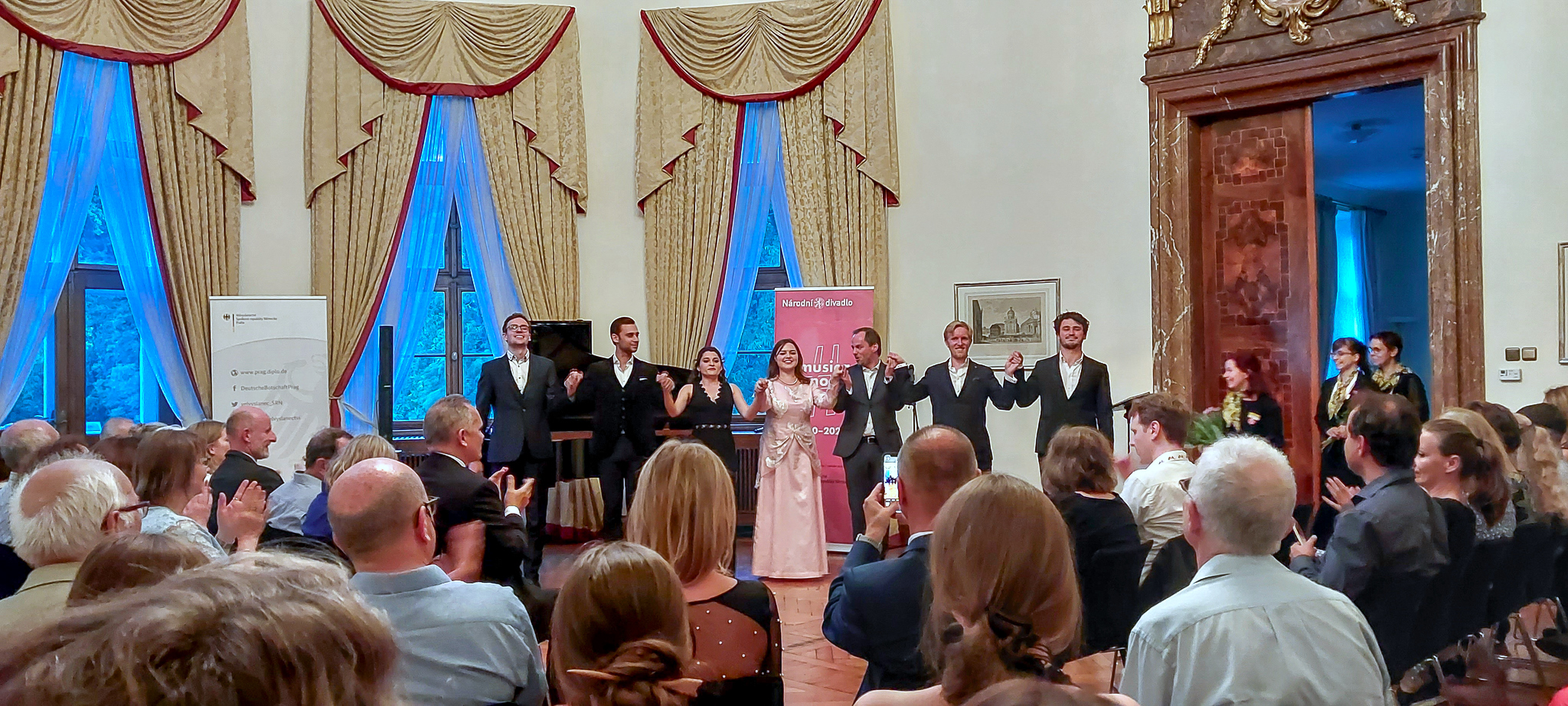
Novodobá premiéra operety Die Dorfkomtesse Rachel Danzigerové van Embden konaná v kupolovém sále paláce.

Barokní palác byl postaven na místě dřívějšího pivovaru strahovského kláštera a domu "U tří mušketýrů" po roce 1702 hrabětem Františkem Karlem Přehořovským z Kvasejovic (1645–1723) podle návrhu architekta Giovanni Battisty Alliprandiho. Kvůli dluhům byl ale palác roku 1713 prodán v dražbě. Od roku 1753 palác vlastnil rod Lobkoviců; byl pražským sídlem jejich hořínsko-mělnické větve. Po požáru byl v roce 1769 pověřen úpravou architekt Ignác Palliardi a přístavbou horního patra palác získal svoji konečnou podobu. V palácovém kupolovém sále paláce koncertovali např. Ludwig van Beethoven i Carl Maria von Weber. Dne 17. srpna 2023 se zde konala novodobá premiéra operety Die Dorfkomtesse nizozemské skladatelky Rachel Danzigerové van Embden. Koncert v rámci projektu Musica non grata se konal pod záštitou JE Andrease Künneho. 
V roce 1927 Lobkovicové budovu (bez mobiliáře) prodali československému státu, který ji koupil pro potřeby ministerstva školství a národní osvěty. Později zde sídlily Památkový úřad, Slovanský ústav, Archeologický ústav, Orientální ústav, Masarykova akademie práce a další instituce. Od léta roku 1945 tu působila Vysoká škola politická, od roku 1949 sídlilo v paláci několik let čínské velvyslanectví. Po něm tu byl do konce šedesátých let 20. století Institut pro politiku a hospodářství a potom palác sloužil československému ministerstvu zahraničních věcí jako správní budova pro Správu služeb diplomatickému sboru.
Od roku 1974, kdy byly obnoveny diplomatické vztahy mezi Československem a Spolkovou republikou Německo, je palác sídlem německého velvyslanectví.

### Události roku 1989

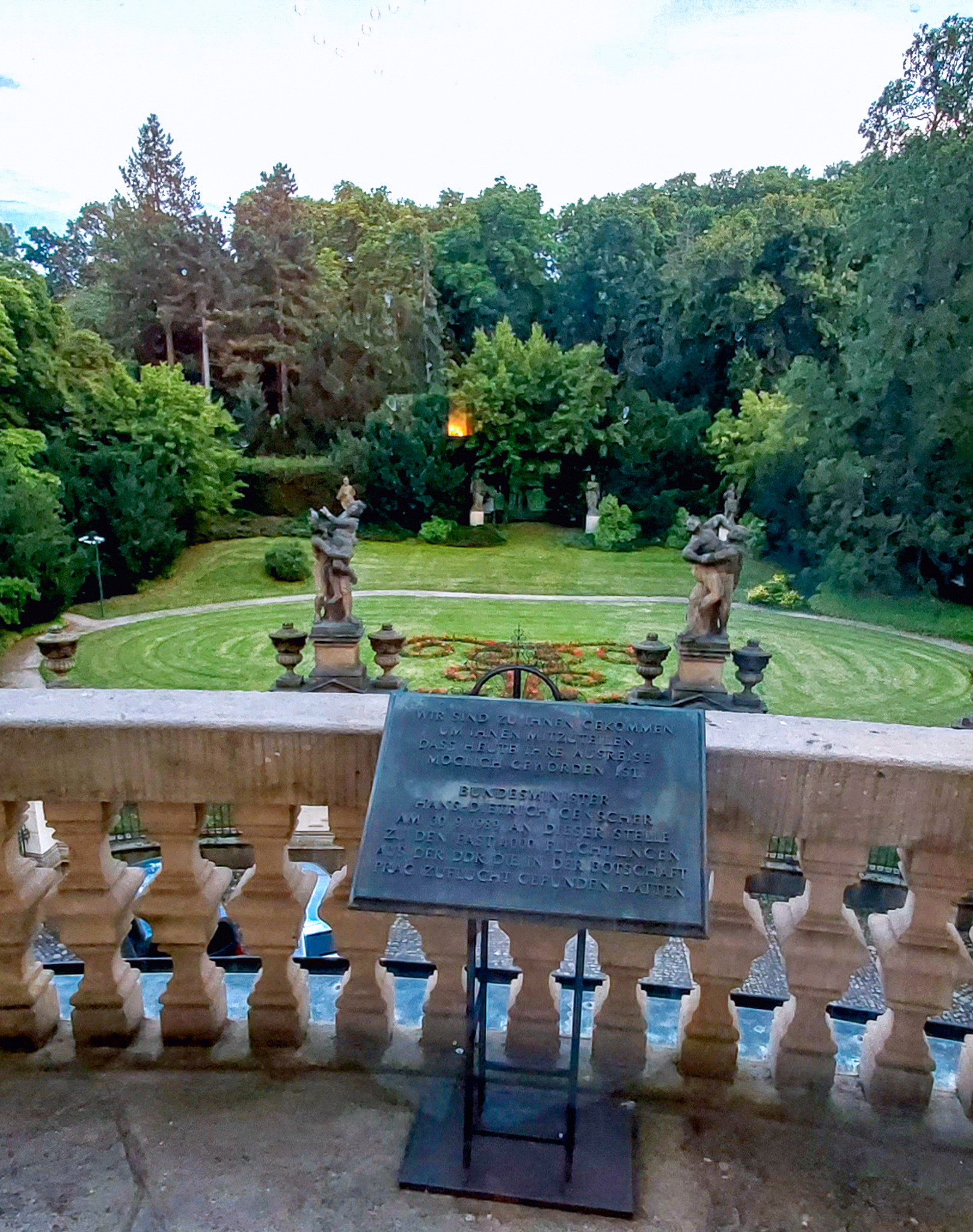
Tabulka s památnou větou spolkového ministra zahraničí Hanse-Dietricha Genschera z roku 1989 na balkóně paláce.

V roce 1989 přijížděly do Prahy desetitisíce občanů tehdejší Německé demokratické republiky, kteří se rozhodli na západoněmecké ambasádě žádat o azyl a povolení odcestovat do NSR. Ubytováni byli ve stanech na zahradě velvyslanectví. 30. září 1989 tehdejší spolkový ministr zahraničí Hans-Dietrich Genscher z balkonu Lobkovického paláce uprchlíkům oznámil, že jim bude umožněno vycestovat na svobodu.
Události z roku 1989 připomíná skulptura „Quo vadis“ (Trabant) od Davida Černého, jejíž originál je uložen ve sbírce Fóra současných dějin v Lipsku.

## Popis
Areál Lobkovického paláce tvoří hlavní budova s pozoruhodnými fasádami uličního i zahradního průčelí, a také zahrada se sochařskou výzdobou a s budovou bývalé oranžérie, v níž je dochována původní sala terrena. V interiéru hlavní budovy je cenná malířská, sochařská i štukatérská výzdoba a jsou v něm dochovány i některé umělecko řemeslné prvky.

## Galerie

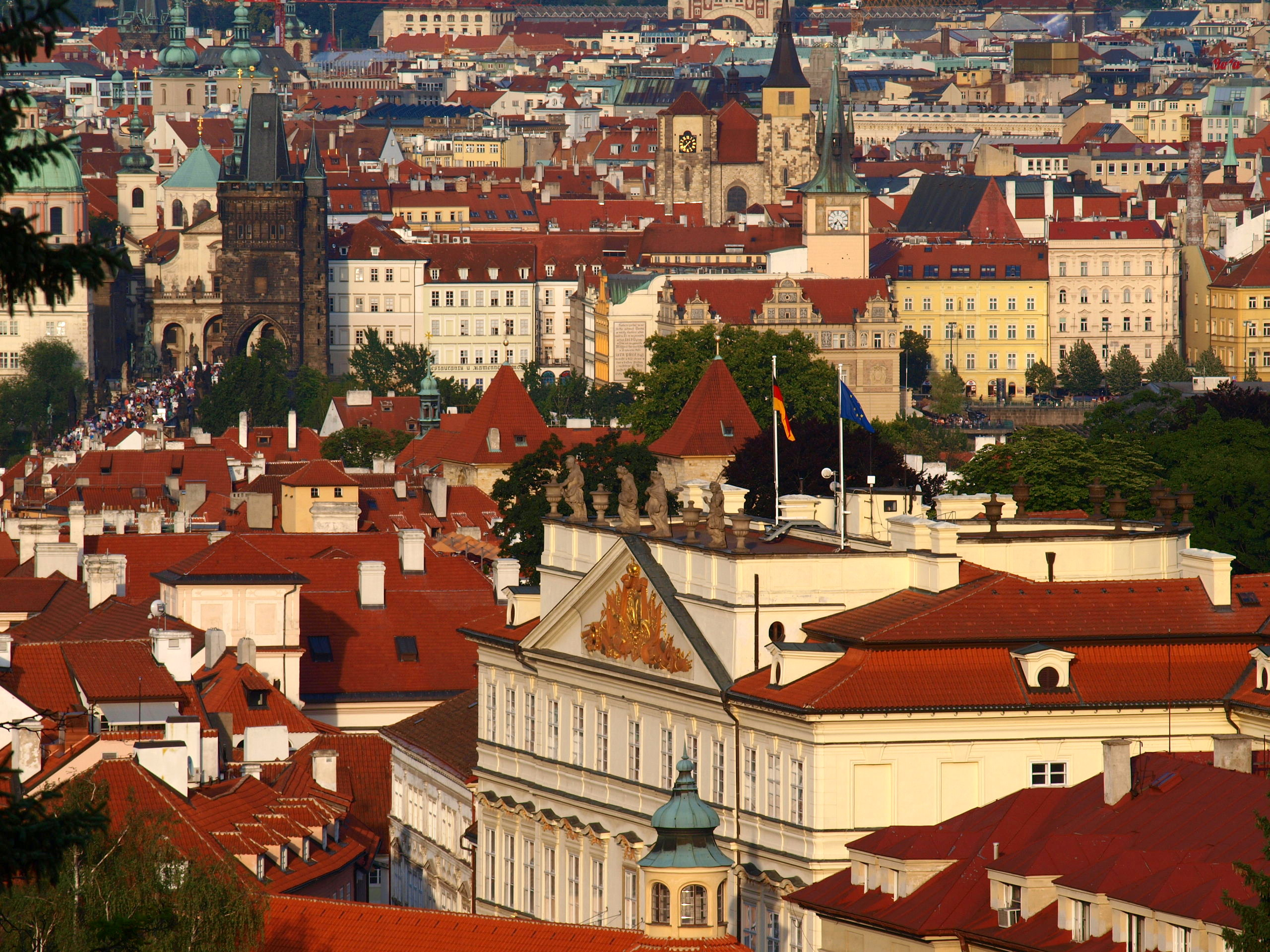
Malá Strana s palácem (v pozadí vlevo věž Karlova mostu)
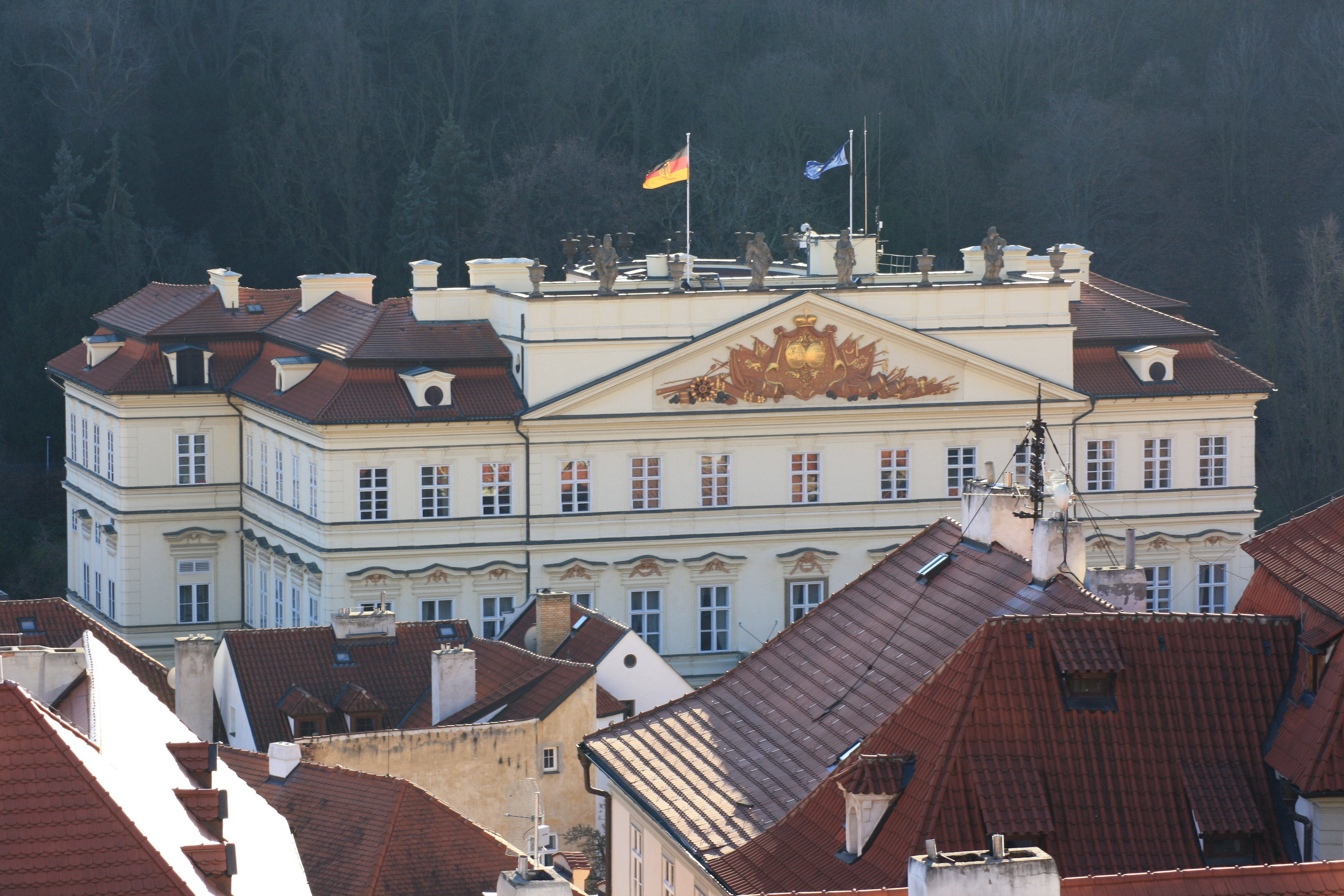
Pohled od Pražského hradu
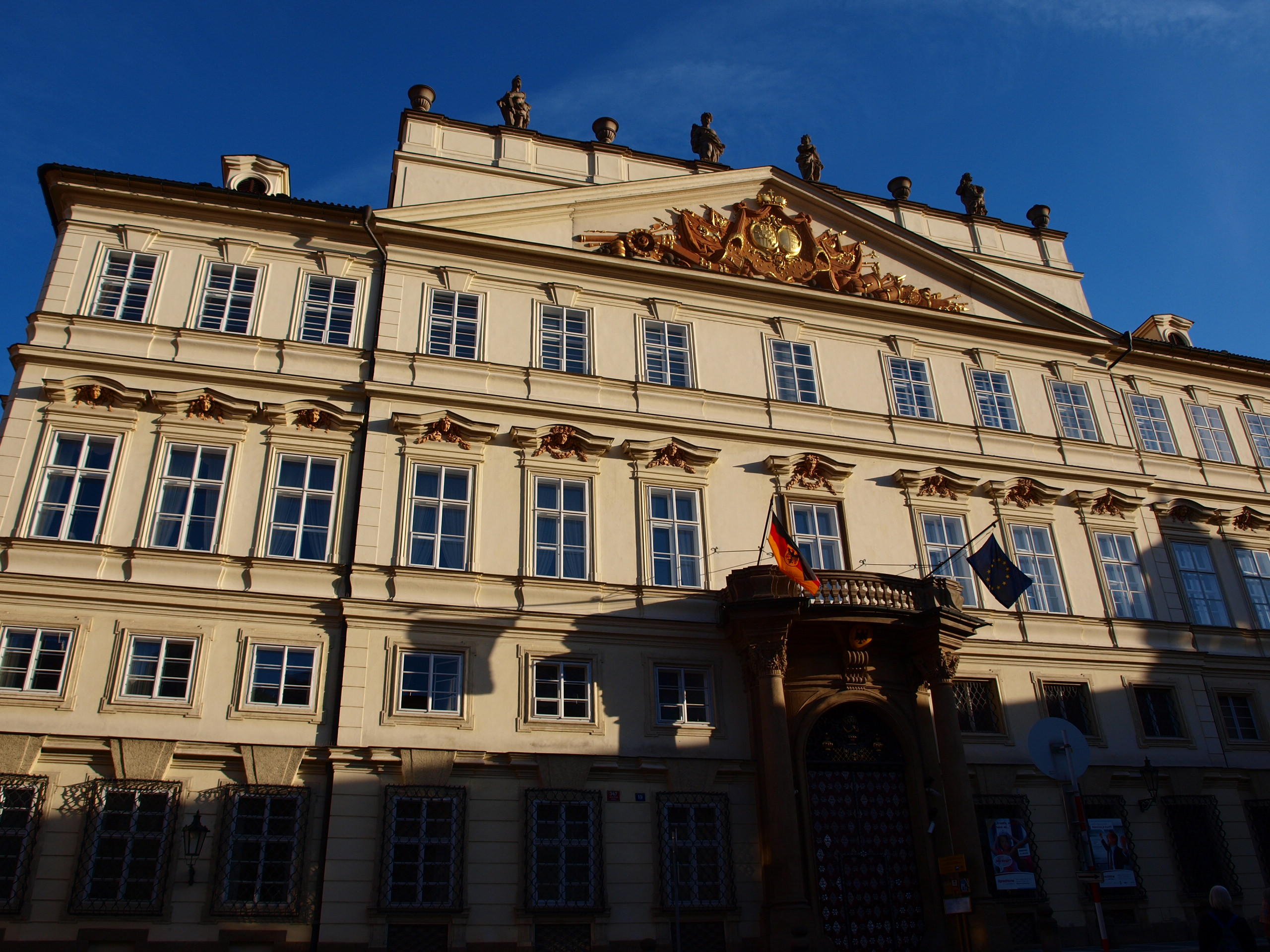
Hlavní průčelí paláce do Vlašské ulice
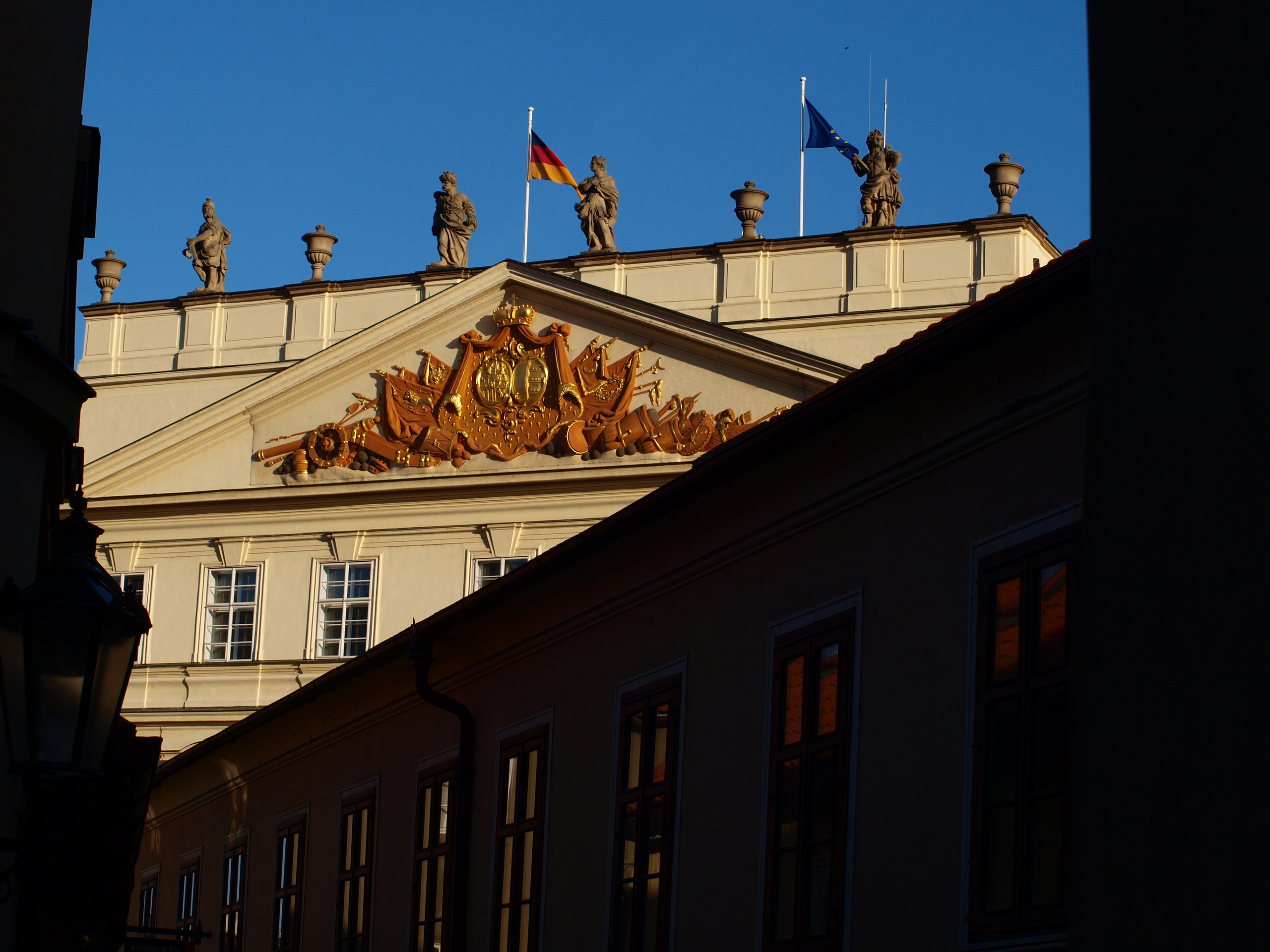
Štít, pohled ze Šporkovy ulice s knížecím erbem Lobkoviců
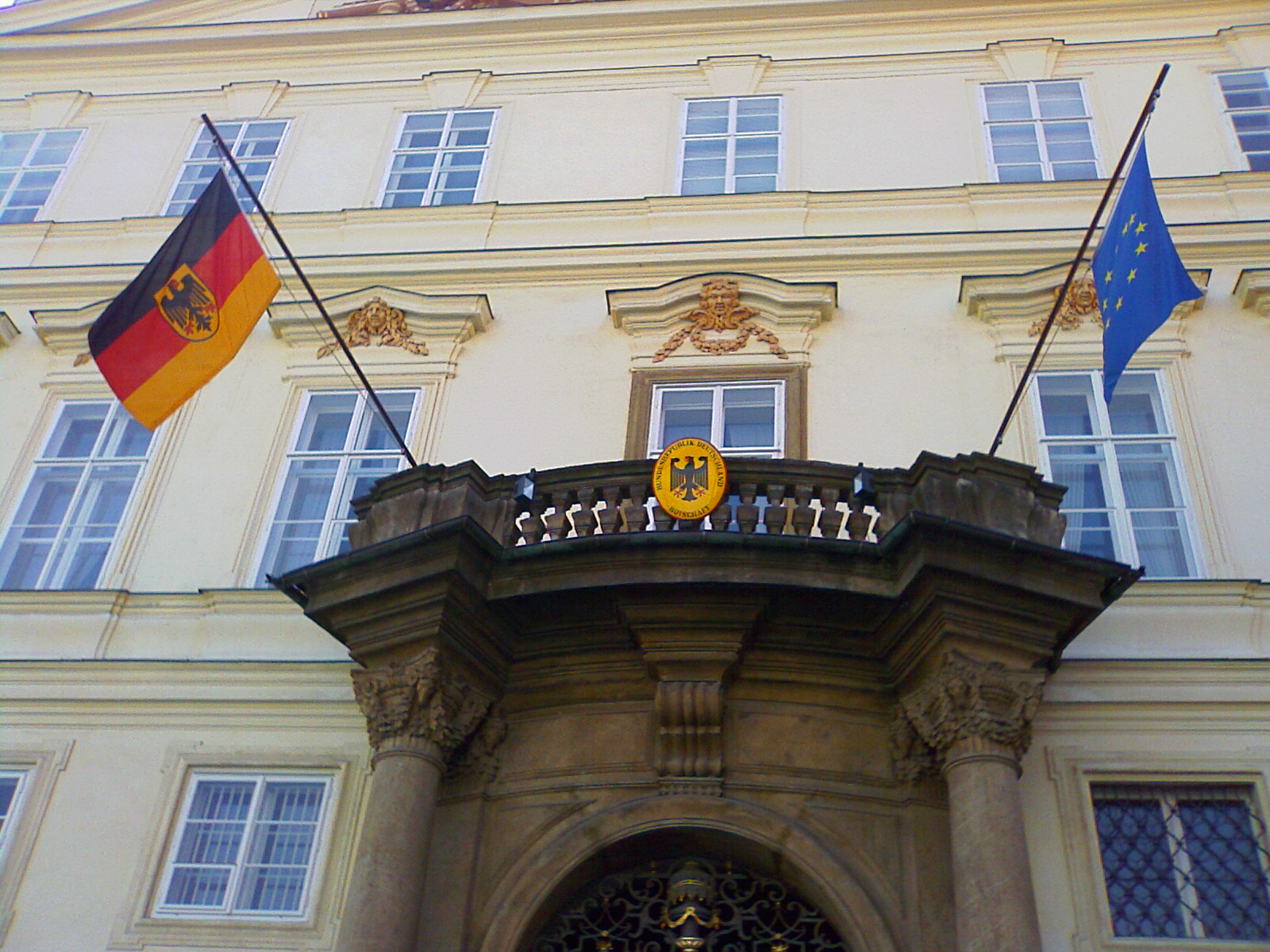
Uliční balkon paláce, vlajky SRN a Evropské unie
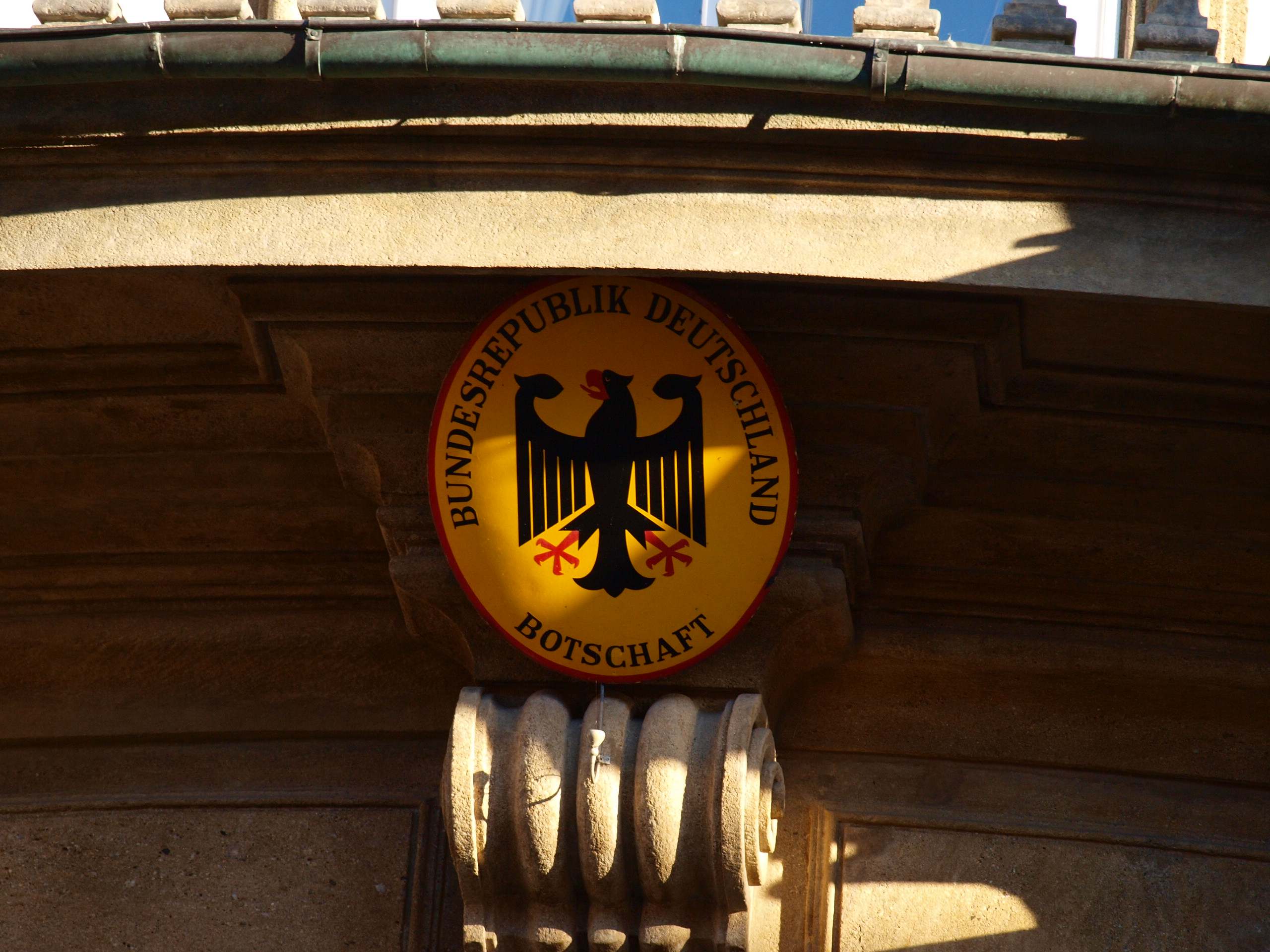
Znak SRN
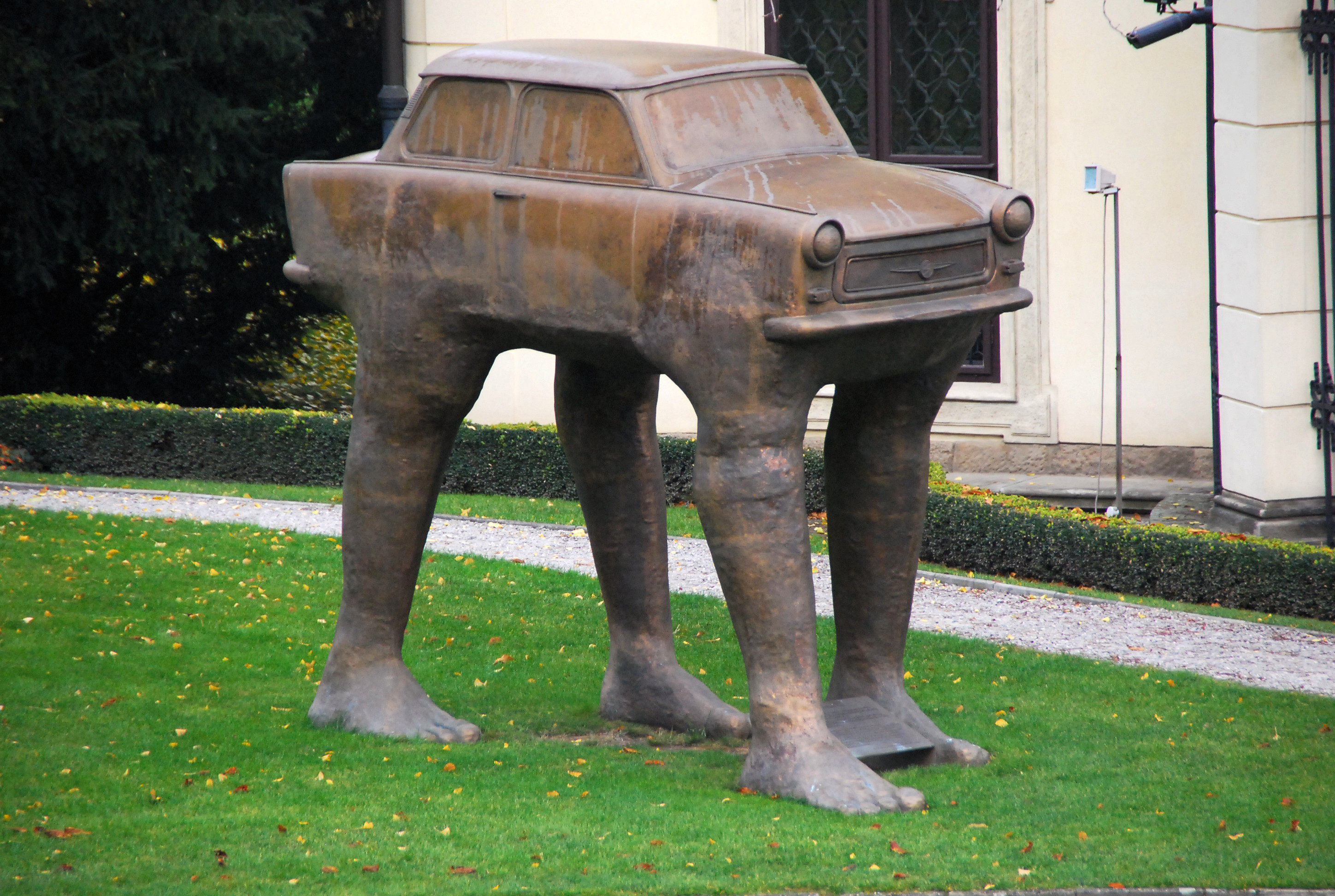
Černého kráčející trabant (Quo vadis) připomíná události r. 1989
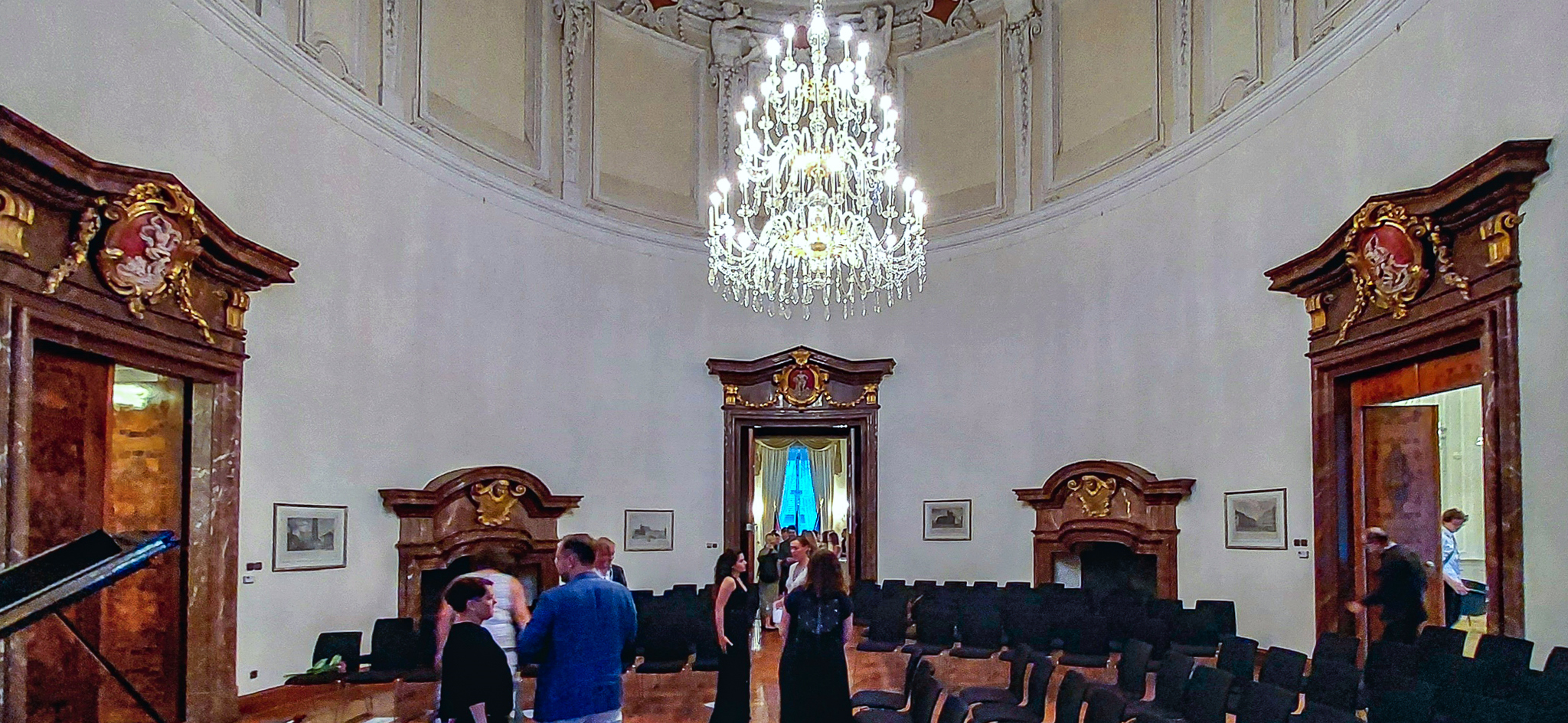
Kulový sál paláce